# Elektroforézis
Az elektroforézis töltött részecskék (ionok, felületi töltéssel bíró részecskék) vándorlása elektromos erőtér hatására. Az elektroforézist elsősorban az analitikai kémiában használják a különböző részecskék elválasztására, mivel a különböző elektroforetikus mozgékonysággal jellemezhető részecskék elektromos erőtérben különböző sebességekkel mozognak, így egymástól elválasztódnak. Az elektroforézis jelenleg az egyik legnagyobb hatékonyságú elválasztástechnikai módszer. A géles közegben végzett elektroforézis a biológiai makromolekulák (fehérjék, DNS, RNS) meghatározásának egyik legfontosabb eszköze. 
Az elektroforézis jelenségét ugyanakkor olyan speciális területeken is kihasználják, mint az e-papír alkalmazása.

## Alapfogalmak
Az elektroozmotikus áramlás (electroosmotic flow, EOF) olyan, az elektroforetikus módszereknél általában fellépő alapvető jelenség, amikor az elektromos tér hatására a folyadék egy töltéssel bíró felület (kapilláris elektroforézisnél a kvarckapilláris) mentén áramlik. Nagysága és iránya függ a felület töltésétől és a kapillárisban levő oldat jellegétől. Az elektroozmotikus mozgékonyság (μEOF) a zéta-potenciáltól (ζ), a közeg permittivitásától (ε) és az oldat viszkozitásától (η) a következő egyenlet szerint függ:
{\displaystyle \mu _{EOF}={\frac {\zeta \epsilon }{4\pi \eta }}}
Kísérletileg az elektroozmotikus mozgékonyságot a következő egyenlet alapján lehet meghatározni:
{\displaystyle \mu _{EOF}={\frac {v_{EOF}}{E}}={\frac {L_{eff}L_{t}}{t_{EOF}U}}},
ahol vEOF az elektroozmotikus áramlás sebessége, E az alkalmazott térerősség, Leff a kapilláris effektív hossza, Lt a kapilláris teljes hossza, tEOF a töltés nélküli komponens (EOF marker) migrációs ideje és U az alkalmazott feszültség.
A diszk-elektroforézis (disc-electrophoresis) olyan nagy felbontóképességű poliakrilamid-gél elektroforézis (PAGE) technika, mely két különböző koncentrációjú poliakrilamid gélt, és három különböző pufferrendszert alkalmaz. Az elválasztógél fölé egy ún. koncentráló gélt polimerizálnak, melynek akrilamid koncentrációja az elválasztógélénél jóval alacsonyabb, így itt a molekulaszűrő hatás még nem érvényesül, de a gélbe felvitt minta komponensei kisebb térfogatba koncentrálódva érik el az elválasztógélt.
Kohlrausch I. törvénye Az ionok független vándorlásának törvénye. Az ionmozgékonyság kizárólag a kérdéses ion tulajdonsága, független minden más, az oldatban megtalálható ion minőségétől. Ezért az anionok és kationok egymástól függetlenül járulnak hozzá az elektromos vezetéshez, vagyis a moláris fajlagos vezetőképesség a kationok és anionok ionos moláris fajlagos vezetőképességének összege.
Kohlrausch II. törvénye Erős elektrolitok esetére megadja a moláris fajlagos vezetésnek az elektrolit koncentrációjától való függését.
Elektroforetikus hatáson azt értjük, hogy az elektroforézis során a mozgó ion súrlódik az oldószer molekulákon, de ha az ellentétes töltésű ionatmoszféra is jelen van, akkor a súrlódás mértéke tovább növekszik, mert az ellentétes töltésű ionfelhő éppen ellenkező irányba mozog, mint az ion.
Relaxációs hatáson azt értjük, hogy elektroforézis során az ionatmoszférát kialakító ionok nem tudnak pillanatszerűen igazodni a mozgó ionhoz, így a töltésfelhő nem tud kialakulni teljes mértékben az ion előtt és nem bomlik el teljesen az ion mögött. Emiatt a töltésfelhő elektromos középpontja nem a mozgó ion helyén lesz, hanem kevéssé mögötte. Mivel az ion és a töltésfelhő középpontjának töltése éppen ellentétes, ez lassítja az ion vándorlását.
Merev/diffúz kettős réteg, zéta potenciál. A kvarc kapilláris felülete és az elektrolitoldat határfelülete között kettős ionos réteg (így elektromos potenciál) alakul ki. A merev rétegen belül a potenciál lineárisan, a diffúz kettős réteg potenciálja pedig exponenciálisan csökken a felülettől távolodva. A merev kettős réteg vastagsága, az adszorbeálódott ellenionok monomolekuláris rétegét feltételezve, molekuláris tartományúnak vehető. A diffúz kettős réteg vastagsága megegyezik az ionatmoszféra sugarával.
Elektrodiszperzió jelensége akkor lép fel, ha a puffer és a mintazónák vezetése között nagy a különbség, és emiatt az elektromos térerősség lokális megváltozása a zónák torzulásához, és ezen keresztül az elválasztási hatékonyság romlásához vezet. Ha a mintarészecskék mozgékonysága nagyobb a puffer mozgékonyságánál, akkor a mintazóna eleje diffúzzá, míg hátulsó része élessé válik. Ellenkező esetben, amikor a mintazóna a puffernél kisebb mozgékonyságú, a mintazóna elülső széle lesz élesebb.
Túlterhelési jelenségek (overburdening effect) akkor figyelhetők meg, ha túlságosan nagy mennyiségű mintát injektálunk az elválasztó rendszerbe. Mivel a kapilláris elektroforézisnél nincs igazi állófázis és az elválasztásnál injektált mintamennyiség csak legfeljebb néhány μL lehet, túlterhelési jelenségek könnyen előfordulhatnak.
Az elektrolízis elektromos áram hatására végbemenő elektrokémiai folyamat. Egyenáram hatására a kationok az elektronfelesleggel rendelkező, negatív töltésű katód felé vándorolnak, és ott redukálódnak, míg az anionok az elektronhiányos, pozitív töltésű anód felé vándorolnak, és ott oxidálódnak.

## Elektroforetikus analitikai módszerek
Az elektroforetikus módszerek az analitikai kémia elválasztástechnikai módszereinek egyik nagy csoportját alkotják. Elektroforetikus elválasztást leggyakrabban lapgélben, kapillárisban vagy mikrocsipben végeznek.

### Az elektroforézis általános módszerei
A mozgó határfelületi elektroforézis (moving-boundary electrophoresis) az elektroforézis kezdetben alkalmazott módszere, ahol a vizsgálandó oldatot először egy U-cső aljába juttatják, és arra rétegzik a pufferelektrolitot a cső két ágában, majd a cső végeire feszültséget kapcsolnak. Ma már ritkán alkalmazott, kis hatékonyságú módszer.
A zónaelektroforézis (zone electrophoresis) az elektroforézis leggyakrabban alkalmazott módszere, ahol a vizsgálandó minta komponensei diszkrét zónákba választódnak szét. A mintát egy pontban vagy sávban a közegre juttatják és az alkalmazott feszültség a kezdeti zónának komponens-zónákká való szétválasztódását eredményezi.
A stacionárius (steady-state) elektroforézis (stationary (steady-state) electrophoresis) az elektroforézis egyik módszere, melynél a zónák végső pozíciói (egymáshoz viszonyított helyzetük) nem időfüggőek. (Röviddel az elektroforetizálás megindítása után egy stacionárius állapot alakul ki, melynél a zónák szélessége és pozíciói állandóak.)

#### Gélelektroforetikus módszerek
A gélelektroforézis (gel electrophoresis) géles (pl. poliakrilamid, agaróz) közegben végzett elektroforézis, elsősorban fehérjék, DNS és más biológiai makromolekulák elválasztására. Detektálás az elválasztást követően, festéses, színezéses, blottolásos eljárással történik.
A poliakrilamid-gél elektroforézis (polyacrylamide gel electrophoresis, PAGE) a leggyakrabban használatos gélelektroforézis, ahol az elektroforetikus elemzés hordozó közegeként poliakrilamid gélt használnak. A módszert fehérjék, illetve kis RNS és DNS fragmentek elválasztásához alkalmazzák.
A nátrium dodecil szulfát - poliakrilamid-gél elektroforézis (sodium dodecyl sulfate - polyacrylamide gel electrophoresis, SDS-PAGE) olyan gélelektroforetikus módszer, ahol a gél SDS-t tartalmaz, mely a fehérjék felületére adszorbeálódva konstans töltés/tömeg aránnyal jellemezhető részecskéket eredményez. Az elválasztásra csak a molekulaszűrési effektus, és így a fehérje molekulatömege (mérete) van hatással. A módszert fehérjék molekulatömegének meghatározására használják.

#### Kapilláris elektroforetikus módszerek
A kapilláris elektroforézis (capillary electrophoresis, CE) kapillárisban (tipikusan 0,1 mm-nél kisebb belső átmérőjű, 0,4–1 m hosszú kvarckapillárisban) nagyfeszültség (15–30 kV) alkalmazásával végrehajtott elektroforézis. A CE készülékekben automatikus mintainjektálást, a kapillárison történő diódasoros UV spektrometriás detektálást, számítógépes vezérlést és adatkiértékelést alkalmaznak.
A kapilláris zónaelektroforézis (capillary zone electrophoresis, CZE) a leggyakrabban alkalmazott kapilláris elektroforetikus módszer, ahol az elválasztás egy pufferelektrolittal töltött kapillárisban történik. Az elválasztás során a komponensek tömeg/töltés arányuknak megfelelően különböző sebességekkel vándorolnak és így elválasztódnak egymástól.
A micelláris elektrokinetikus kapilláris kromatográfia (micellar electrokinetic capillary chromatography, MEKC) olyan kapilláris elektroforetikus módszer, ami azon alapszik, hogy az elválasztandó komponensek különbözőképpen oszlanak meg a hidrofób belső terű micellák és a pufferelektrolit között. A felületaktív anyagokat (leggyakrabban SDS-t) a kritikus micellakoncentráció fölötti mennyiségben adják az elektrolithoz.
A kapilláris gélelektroforézis (capillary gel electrophoresis, CGE) olyan kapilláris elektrofororetikus módszer, melynél az elválasztás géllel vagy molekulaszűrő sajátságú mátrixszal töltött kapillárisban történik, így nagyfeszültség és a kapillárison (on-capillary) való detektálás alkalmazható.
A kapilláris izoelektromos fókuszálás (capillary isoelectric focusing, CIEF) olyan kapilláris elektroforetikus módszer, ahol a mintakomponensek addig vándorolnak a megfelelő elektród felé, míg el nem érik az izoelektromos pontjuknak megfelelő pH-sávot, ahol ily módon keskeny zónába koncentrálódnak. Az így fókuszált zónákat ezt követően a detektor felé mozdítják.
A kapilláris izotachoforézis (capillary isotachophoresis, CITP) olyan kapilláris elektroforetikus módszer, ahol az elválasztás a komponensek különböző mozgékonyságán alapszik. Az alkalmazott nem-folytonos pufferrendszer miatt (a mintát a komponenseinél kisebb, illetve nagyobb ionmozgékonyságú pufferelektrolit közé helyezzük) az elváló komponensek egyforma sebességgel vándorolnak a detektor felé. A módszert elsősorban komponensek dúsítására használják.
A kapilláris elektrokromatográfia (capillary electrochromatography, CEC) olyan a kapilláris elektroforézis készülékben alkalmazható elválasztástechnikai módszer, ahol egy kromatográfiás (HPLC) állófázissal töltött kapillárisban a mintát és a mozgófázist az elektroozmózis áramoltatja. A komponensek elválasztódása kromatográfiás és elektroforetikus hatások kombinációján alapul.

#### Eljárások, technikai jellegű fogalmak
Az effektív hossz az elválasztó kapillárisnak a detektor ablakig terjedő szakasza (kb. 50–75 cm). Ennél 5–15 cm-rel (vagyis a detektor és a kapilláris kimeneti vége közötti távolság nagyságával) hosszabb a teljes kapilláris.
Előkondicionálás (preconditionining): a mérés előtt mossuk a kapillárist abból a célból, hogy a kapilláris belső felületére adszorbeált anyagokat eltávolítsuk és a felület megújuljon a szilanolcsoportok deprotonálásával (többnyire 1 M NaOH-dal, majd 0,1 M NaOH-dal, ezt követően pedig a pufferrel (háttérelektrolittal).
Utókondicionálás (postconditioning): a mérések végeztével a kapillárist mosófolyadék(ok)kal (lúg, sav, detergens, szerves oldószer, puffer) mossuk, hogy a minta esetlegesen megkötődött komponenseit, makacs szennyezőket eltávolítsuk.
A hidrodinamikus injektálás a kapilláris elektroforézisnél legáltalánosabban használt mintabeviteli módszer, melynél a kapilláris injektálási végénél nyomást, vagy a kapilláris másik végénél vákuumot alkalmaznak.
A hidrosztatikus injektálás egyszerű technikai megvalósítást igénylő mintabeviteli eljárás: a mintát tartalmazó edénykét megemeljük a kapilláris másik végének a szintjéhez képest.
Az elektrokinetikus (vagy más néven elektromigrációs) injektálás esetén a kapilláris bemeneti végét a mintatartó edénykébe helyezik és feszültséget kapcsolnak rá, ekkor a minta részecskéi elektroforetikus vándorlással, illetve (ha van elektroozmózis) az elektroozmózis szívó hatása hozzájárulásával jutnak be a kapillárisba.
Az „on-capillary” detektálás azt jelenti, hogy a detektálás magán a kapillárison keresztül , az elektroforézis során történik, így a detektálási lépés nem okoz zónaszélesedést.
A buborékcellás kapilláris (bubble-cell capillary) olyan speciális kapilláris, melyek átmérőjét csupán az optikai fényút helyén növelik meg. A mintazóna elérve a buborékcellát sugárirányban terjedve tölti ki a megnövekedett térfogatot, hosszanti irányban összehúzódik. Így a minta koncentrációja állandó marad, míg a fényúthossz növekszik. Az ilyen kapillárisokkal 3-4-szeres jelnagyság növekedés is elérhető mérhető sávszélesedés nélkül.
Indirekt UV detektálással azok az anyagok is detektálhatók, melyek UV-tartományban nem nyelnek el. Ehhez, az adott részecske mozgékonyságával közel megegyező, UV-tartományban elnyelő anyagot kell a pufferhez adni. Az elektroneutralitás elve miatt, a fényelnyelő anyag koncentrációja kisebb a mintarészecskék zónája helyén (kiszorítási mechanizmus). Ez kisebb abszorbanciához vezet, mely negatív csúcsként jelenik meg az elektroferogramon.
Lézerrel indukált fluoreszcencia detektálás (laser-induced fluorescence detection, LIF) olyan nagy érzékenységű fluoreszcenciás spektrometriás detektálási módszer, ahol a mintát egy adott hullámhosszúságú lézerfénnyel gerjesztik, majd a fluoreszcens komponens által (a röviddel ezt követően) emittált nagyobb hullámhosszúságú fény intenzitását mérik.

#### Egyéb kapcsolódó fogalmak, eljárások
Blottolási eljárások
A Southern blot eljárás segítségével a gélelektroforézist követően az adott DNS mintából specifikus DNS szakaszok kimutatása válik lehetővé.
A Northern blot eljárás segítségével a gélelektroforézist követően az adott mintából az RNS-t az agarózgélből a nitrocellulóz membránra viszik át. (Az eljárás nagyon hasonló a Southern blottoláshoz, kivéve, hogy a denaturálást NaOH helyett formaldehiddel végzik.)
A Western blot eljárás segítségével a gélelektroforézist követően az adott mintából a fehérjéket a gélből nitrocellulóz membránra viszik át. (Ez az eljárás elvében hasonló a Southern és Northern blot eljárásokhoz, de ezt a gélben levő fehérjéknek átviteléhez fejlesztették ki. A membránnak fehérje kötő részei vannak, melyek nem specifikusak, minden fehérjét azonos valószínűséggel kötnek.)